# Свети Димитър (Горна Крушица)
Вижте пояснителната страница за други значения на Свети Димитър.
„Свети Димитър“ е възрожденска църква в светиврачкото село Горна Крушица, България, част от Неврокопската епархия на Българската православна църква.

## История
Църквата е разположена в центъра на селото. Строителството ѝ започва през 1999 година и още същата година на 26 октомври 1999 година митрополит Натанаил Неврокопски освещава готовия храм. Църквата е с размери 12 m дължина, 8 m широчина. На запад има по-висока от останалата част камбанария. За облицовка е използван мрамор.